# Glucose-1-phosphate cytidylyltransférase
La glucose-1-phosphate cytidylyltransférase est une nucléotidyltransférase qui catalyse la réaction, :
CTP + α-D-glucose-1-phosphate  {\displaystyle \rightleftharpoons }  pyrophosphate + CDP-glucose.
Cette enzyme intervient dans le métabolisme de l'amidon, du saccharose et des nucléotides-oses.